# Кордильєра-Чила
Кордильєра-Чила (ісп. Cordillera Chila) гірський хребет, частина масиву Кордильєра-Оксиденталь Перуанських Анд, що вкриває район розмірами приблизно 70x30 км на північ від річки Колка. Містить кілька відомих вершин, таких як Невадо-Коропуна (6405-6615 м), Солімана (6093-6320 м), Чила (5665 м), Касірі (5647 м), Мініспата (5556 м), Місмі (5556 м) та інші. Тут починається річка Апурімак, джерело річки Амазонки. Деякі джерела (наприклад USGS) використовують вузкіше визначення хребта, включаючи масиви гір Коропуна і Солімана до Кордильєри-Ампато.